# Clusia pseudomangle
Espèce
Statut de conservation UICN

 LC  : Préoccupation mineure
Clusia pseudomangle est une espèce de plantes à fleurs de la famille des Clusiaceae.

## Publication originale
- Annales des Sciences Naturelles; Botanique, série 4 13: 370. 1860.